# Walter Werner (Schauspieler)
Walter Gotthard Werner (* 11. April 1883 in Görlitz; † 8. Januar 1956 in Berlin) war ein deutscher Film- und Theaterschauspieler, Hörspiel- und Synchronsprecher.

## Leben
Walter Werner war seit 1900 als Bühnenschauspieler tätig, zunächst in der Provinz, nach dem Ersten Weltkrieg schließlich in Berlin, wo er von 1919 bis 1944 zum Ensemble des Preußischen Staatstheaters gehörte. Ab 1921 wirkte der Charakterdarsteller in Stummfilmen mit und avancierte mit Aufkommen des Tonfilms zu einem beliebten Nebendarsteller. Zu seinen über siebzig Filmen zählen UFA-Klassiker wie Der Mann, der Sherlock Holmes war und Tanz auf dem Vulkan sowie NS-Propagandawerke wie Jud Süß und Ohm Krüger. Er stand 1944 in der Gottbegnadeten-Liste des Reichsministeriums für Volksaufklärung und Propaganda.
Nach dem Krieg war Werner zunächst am Deutschen Theater Berlin beschäftigt. 1951 wechselte er ans Schiller- und Schlossparktheater; außerdem gastierte er an der Tribüne und am Theater am Kurfürstendamm. Darüber hinaus war Walter Werner auch als Synchronsprecher tätig. Von den über 60 Filmen, an denen er in dieser Funktion mitwirkte, dürften die bekanntesten wohl Vom Winde verweht (dt. 1952; Thomas Mitchell als Gerald O’Hara) und der Zeichentrickfilm Pinocchio (dt. 1951; Meister Gepetto) sein.
Seine Grabstätte befindet sich auf dem Friedhof Dahlem.

## Filmografie (Auswahl)

### Als Schauspieler
- 1921: Der müde Tod
- 1921: Die im Schatten gehen
- 1923: I.N.R.I.
- 1924: Nju
- 1925: Freies Volk
- 1931: Berlin – Alexanderplatz
- 1931: Danton
- 1933: Das Meer ruft
- 1934: Der Schimmelreiter
- 1935: Das Mädchen Johanna
- 1935: Traumulus
- 1936: Maria, die Magd
- 1936: Susanne im Bade
- 1936: Schlußakkord
- 1936: Die Kreutzersonate
- 1937: Togger
- 1937: Zu neuen Ufern
- 1937: Der Mann, der Sherlock Holmes war
- 1937: Der zerbrochene Krug
- 1937: Ein Volksfeind
- 1938: Schatten über St. Pauli
- 1938: Tanz auf dem Vulkan
- 1938: Die kleine und die große Liebe
- 1938: Du und ich
- 1939: Robert Koch, der Bekämpfer des Todes
- 1939: Wir tanzen um die Welt
- 1939: Waldrausch
- 1939: Flucht ins Dunkel
- 1940: Fahrt ins Leben
- 1940: Lauter Liebe
- 1940: Jud Süß
- 1940: Friedrich Schiller – Der Triumph eines Genies
- 1941: Immer nur Du
- 1941: Ohm Krüger
- 1941: … reitet für Deutschland
- 1941: Friedemann Bach
- 1941: Jakko
- 1941: Annelie
- 1942: Schicksal
- 1942: Der große Schatten
- 1943/44: Eine kleine Sommermelodie (UA: 1982)
- 1944: Der Engel mit dem Saitenspiel
- 1944: Die Feuerzangenbowle
- 1944/49: Ruf an das Gewissen
- 1945: Via Mala
- 1945: Der Erbförster
- 1945: Der Fall Molander
- 1947: Herzkönig
- 1947: Ehe im Schatten
- 1947: Straßenbekanntschaft
- 1948: 1-2-3 Corona
- 1949: Träum’ nicht, Annette!
- 1950: Dr. Semmelweis – Retter der Mütter
- 1954: Meine Schwester und ich
- 1955: Alibi
- 1956: Frucht ohne Liebe

### Als Synchronsprecher
- 1938: Für Harry Baur in Rasputin als Rasputin (Synchro 1950)
- 1940: Für George Hayes in Schwarzes Kommando als Andrew „Doc“ Grunch
- 1943: Für Wassili Saitschikow in Nasreddin in Buchara als Nijas (Synchro 1946)
- 1952: Für Charles Coburn in Liebling, ich werde jünger als Mister Oxley
- 1953: Für Charles Coburn in Blondinen bevorzugt als Sir Francis Beekman

## Theater
- 1928: Carl Rössler: Die beiden Seehunde (Hasselwander, Leibkammerdiener) – Regie: Emil Rameau (Schillertheater Berlin)
- 1935: Hanns Johst: Thomas Paine (Stone) – Regie: Jürgen Fehling (Schauspielhaus Berlin)
- 1939: Paul Armont/Léopold Marchand: Bridgekönig – Regie: Wolfgang Liebeneiner (Kleines Haus Berlin)
- 1939: Heinrich von Kleist: Der zerbrochne Krug (Veith) – Regie: Wolfgang Liebeneiner (Schauspielhaus Berlin)
- 1946: George Bernard Shaw: Kapitän Brassbounds Bekehrung (Johnson) – Regie: Gustaf Gründgens (Deutsches Theater Berlin – Kammerspiele)
- 1947: Johann Wolfgang von Goethe: Stella (Verwalter) – Regie: Ludwig Berger (Deutsches Theater Berlin – Kammerspiele)
- 1947: Jewgeni Schwarz: Der Schatten (Pietro, Gastwirt) – Regie: Gustaf Gründgens (Deutsches Theater Berlin – Kammerspiele)
- 1948: Stefan Brodwin: Der Feigling (Gauner) – Regie: Ernst Legal (Deutsches Theater Berlin – Kammerspiele)
- 1948: William Shakespeare: Maß für Maß (Kerkermeister) – Regie: Wolfgang Langhoff (Deutsches Theater Berlin – Kammerspiele)
- 1948: Sophokles: König Ödipus – Regie: Karl-Heinz Stroux (Deutsches Theater Berlin)
- 1948: Wsewolod Wischnewski: Optimistische Tragödie – Regie: Wolfgang Langhoff (Haus der Kultur der Sowjetunion)
- 1949: Lion Feuchtwanger: Wahn in Boston (Samuel Sewall, Richter) – Regie: Wolfgang Kühne (Deutsches Theater Berlin – Kammerspiele)
- 1949: William Shakespeare: Hamlet (Schauspieler) – Regie: Rudolf Hammacher (Theater am Kurfürstendamm Berlin)
- 1952: William Shakespeare: Ein Sommernachtstraum – Regie: Boleslaw Barlog
- 1953: Eduardo de Filippo: Philumena Marturano – Regie: Boleslaw Barlog (Schlosspark Theater Berlin)
- 1953: John Murray/ Allen Boretz: Bedienung bitte – Regie: Boleslaw Barlog (Schillertheater Berlin)

## Hörspiele
- 1945: Gotthold Ephraim Lessing: Nathan der Weise – Bearbeitung und Regie: Hannes Küpper (Berliner Rundfunk)
- 1946: Carl Zuckmayer: Katharina Knie – Regie: Hannes Küpper (Berliner Rundfunk)
- 1950: Jacques Roumain: Herr über den Tau – Regie: Hanns Farenburg (Berliner Rundfunk)